# KANTA
KANTA（カンタ、本名 木村寛大、1992年3月3日 - ）は、青森県を拠点に活動をしている和太鼓アーティスト、和太鼓パフォーマー、和太鼓奏者、ソングライター。身長163cm、生まれは東京都、2歳から青森県五戸町で育つ。

## 概要
「和太鼓をより身近なものに、より多彩に」をコンセプトに、2021年4月より本格的に「KANTA」として活動を始める。同年、テクノポップに和太鼓、歌を合わせた「JUDGE」「FAKE」をリリース、同年9月には吉原遊郭の位の高い遊女である花魁からインスピレーションを受けた「花魁」をリリース。（「JUDGE」「FAKE」「花魁」は音楽サブスクリプションでの配信限定）
2022年6月、ダークな雰囲気の楽曲に、少しテイストが変わった和太鼓の音色が加わった「Why did he touch my wine?」をリリースし、初の自作CDも同時発売。CDは、フォーユー柏崎店にて店頭販売、「KANTA OFFICIAL SHOP」にてオンライン販売。
2023年4月30日には、初体験の「和」でKANTAの軌跡を辿る、初のミニアルバム「鼓の子（このこ）」（4曲収録）のリリースが決定。フォーユー柏崎店にて店頭販売、「KANTA OFFICIAL SHOP」にてオンライン販売。

## 来歴・人物
幼少期から八戸えんぶりや、虎舞など郷土芸能に触れ、その中でも特に和太鼓演奏に興味を持ち、小学生の頃に八戸市公会堂で見た、太鼓芸能集団「鼓童」のパフォーマンスに感銘を受け、和太鼓奏者の道を志す。聖ウルスラ学院高校在籍時の2009年、「ハッスルどライブ 全国高校生パフォーマンスGP」でエレクトーンと和太鼓を融合させたパフォーマンスを披露し、見事グランプリを受賞。また、柾谷伸夫との出会いをきっかけに、演劇部に所属し、演技の楽しさも見出し、インターハイで東北3位の成績で修了。その後、連続テレビ小説「あまちゃん」に、のん演じる「アキちゃん」のオタクA役としてエキストラ出演をしている。
聖ウルスラ学院高校卒業後は、憧れであった太鼓芸能集団「鼓童」の研修所（新潟県佐渡島）に入所し、2年間研鑽を積んだ。研修所では、民俗芸能、能、歌、舞台運営、農作業など、和太鼓演奏以外のことを学び、それが今の自分の大きな糧になっていると話す。
2012年に、青森県へ帰郷し、ソロの和太鼓パフォーマーとして活動を進め、2016年に行われた「第一回林英哲杯 創作楽曲コンクール」独創部門にて、最優秀賞を受賞した。その際に、担ぎ太鼓の両面を叩くいわゆる「チャンゴ打法」について、林英哲より「君の奏法なら韓国で披露しても恥ずかしくない」と言われたことが、ソロとして活動していく自信に繋がり、同時に作曲活動もスタートさせる。
帰郷後は恩師である柾谷伸夫の元で舞台演劇の活動も始める。2017年5月に八戸市公民館で上演された舞台「あかつきぼし」では、主演を務め、大正から明治を駆け抜けた若き作家・佐々木章村を繊細に演じた。
2021年からは、「和太鼓をより身近に、より多彩に」をコンセプトに、自作のオリジナル楽曲に歌、和太鼓演奏を組み合わせた独創的なパフォーマンスを魅せる。
2023年に入ってからのラジオ出演や、4月23日に公開された八戸テレビでの取材の中で、2022年秋ごろにトイプードルを飼い始めた。名前は「マロン」。

## 作品
シングル
- JUDGE（2021年4月）
- FAKE（2021年6月）
- 花魁（2021年9月）
- Why did he touch my wine?（2022年6月）

ミニアルバム
- 鼓の子（2023年4月30日発売予定）

映像
- 「JUDGE」ティーザー
- 「FAKE」ティーザー
- 「花魁」ティーザー
- 「Why did he touch my wine?」ティーザー
- 「JUDGE」Performance ver.
- 「鴉天狗」Performance ver.

## パフォーマンス出演
2015年
- 青森県主催韓日交流の夕べ、韓国クッキングミュージカルNANTAオープニングアクト
- ぶるーnebuta
- ツーリズムEXPOジャパン

2016年
- ぶるーnebuta
- 豪華客船飛鳥Ⅱエンターテイメントショーみちのくクルーズ

2017年
- 豪華客船飛鳥IIエンターテイメントショー 秋田～ウラジオストク
- ぶるーnebuta
- 第52回東北・北海道商工会議所連絡会議オープニングパフォーマンス
- 韓国大使館主催「韓日文化キャラバンin青森」

2018年
- ぶるーnebuta in岩手「BIT岩手設立記念公演」
- 青森県交通災害共済組合設立５０周年記念式典
- 五戸町川内中学校 PTA教育講演会
- 豪華客船飛鳥Ⅱエンターテイメントショー

2019年
- BLUE冬大祭
- バイリンガル劇団Blooming主催「Colors」
- ATV開局50周年主催「a-nation a-TVサマーフェスティバル2019」
- 階上いちご煮祭り
- 第41回階上町民文化祭

2022年
- フジケン季節館「バラ＆季節館祭り」
- 三本木小唄ナイト

2023年
- 第16回八戸パフォーマンス劇場
- 岩手ビッグブルズ vs ベルテックス静岡　ハーフタイムショー[8]

## テレビ出演
2013年
- 連続テレビ小説「あまちゃん」エキストラ出演（アキちゃんのオタクA役）

2018年
- 岩手朝日テレビ 「Road to Higher Next～みちのくのミライへ～ 第124話」

2019年
- 青森朝日放送「夢はここから生放送　ハッピィ」

2023年
- 青森放送「2023八戸えんぶり～3年ぶりの想い～」
- 八戸テレビ「週刊トピックス」（4月22日・23日放送）[7]

## ラジオレギュラー
前述の活動の傍ら青森放送ラジオにて、八戸地区ラジオカーリポーター、番組アシスタントとしてレギュラー出演。
- 「麻生しおりの土曜はキュン」八戸地区ラジオカーリポーター（2022年4月～）
- 「十日市秀悦のサタデー横丁」八戸地区ラジオカーリポーター（2022年4月～）
- 「鮫ちゃんのおさんぽ日曜日」RABアナウンサー・鮫島大史のアシスタント（2022年4月～2023年3月）
- 「あいした!!おさんぽ日曜日」十日市秀悦のアシスタント（2023年4月～）

## CM出演
2022年
- CM「おかげさまで110周年  阿部重組」

## 俳優
2013年
- 連続テレビ小説「あまちゃん」エキストラ出演（アキちゃんのオタクA役）

2017年
- 舞台「あかつきぼし」